# SLUB (software)
Pour les articles homonymes, voir Slub (homonymie).
SLUB est un mécanisme de gestion de la mémoire destiné à l'allocation de mémoire efficace des objets du noyau qui affiche la propriété souhaitable[pas clair] d'éliminer la fragmentation causée par les allocations et désaffectations. 
La technique est utilisée pour conserver la mémoire allouée qui contient des données d'un certain type pour une réutilisation lors d'allocations ultérieures d'objets du même type. Il est utilisé sous Linux et est devenu l'allocateur par défaut depuis le 2.6.23.  